# Chaperina fusca
Chaperina fusca é uma espécie de anfíbio da família Microhylidae. É a única espécie do género Chaperina.
Pode ser encontrada nos seguintes países: Indonésia, Malásia, Filipinas, Tailândia e possivelmente em Brunei.
Os seus habitats naturais são: florestas subtropicais ou tropicais húmidas de baixa altitude, regiões subtropicais ou tropicais húmidas de alta altitude, marismas de água doce, marismas intermitentes de água doce e jardins rurais.
Está ameaçada por perda de habitat.